# Куп шест нација 2015.
Куп шест нација 2015. (службени назив: 2015 RBS 6 Nations) је било 121. издање овог најелитнијег репрезентативног рагби такмичења Старог континента, а 16. од проширења Купа пет нација на Куп шест нација.
После пет кола Ирска, Велс и Енглеска су имали 8 бодова, али су због боље поен разлике Ирци одбранили титулу и тако по тринаести пут у историји освојили титулу првака Европе. Пре ове године Ирцима је последњи пут за руком пошло да вежу две титуле 1949. Шкотска је изгубила све мечеве, а Француска је поново била испод свог реномеа.

## Учесници
Напомена:
Северна Ирска и Република Ирска наступају заједно.
|   | Селекција                      | Стадион                             | Селектор          | Капитен         |
| - | ------------------------------ | ----------------------------------- | ----------------- | --------------- |
| 1 | Рагби репрезентација Италије   | Стадион Олимпико, Рим (73 261)      | Жак Брунел        | Серђо Парисе    |
| 2 | Рагби репрезентација Француске | Стад де Франс, Париз (81 338)       | Филип Сент-Андре  | Тијери Дисотоар |
| 3 | Рагби репрезентација Енглеске  | Стадион Твикенам, Лондон (82 000)   | Стјуарт Ланкастер | Дилан Хартли    |
| 4 | Рагби репрезентација Шкотске   | Стадион Марифилд, Единбург (67 144) | Верн Котер        | Грег Леидлов    |
| 5 | Рагби репрезентација Велса     | Стадион Миленијум, Кардиф (74 500)  | Ворен Гатланд     | Сем Ворбертон   |
| 6 | Рагби репрезентација Ирске     | Стадион Авива, Даблин (51 700)      | Џо Шмит           | Пол О'конел     |

## Такмичење

### Прво коло
Велс - Енглеска 16-21
Италија - Ирска 3-26
Француска - Шкотска 15-8

### Друго коло
Енглеска - Италија 47-17
Ирска - Француска 18-11
Шкотска - Велс 23-26

### Треће коло
Шкотска - Италија 19-22
Француска - Велс 13-20
Ирска - Енглеска 19-9

### Четврто коло
Велс - Ирска 23-16
Енглеска - Шкотска 25-13
Италија - Француска 0-29

### Пето коло
Италија - Велс 20-61
Шкотска - Ирска 10-40
Енглеска - Француска 55-35

## Табела
|   | Селекција                      | ИГ | Д | Н | И | ПД  | ПП  | ПР   | ЕД | Б |  |
| - | ------------------------------ | -- | - | - | - | --- | --- | ---- | -- | - |  |
| 1 | Рагби репрезентација Ирске     | 5  | 4 | 0 | 1 | 119 | 56  | +63  | 8  | 8 |  |
| 2 | Рагби репрезентација Енглеске  | 5  | 4 | 0 | 1 | 157 | 100 | +57  | 18 | 8 |  |
| 3 | Рагби репрезентација Велса     | 5  | 4 | 0 | 1 | 146 | 93  | +53  | 13 | 8 |  |
| 4 | Рагби репрезентација Француске | 5  | 2 | 0 | 3 | 82  | 109 | +2   | 9  | 4 |  |
| 5 | Рагби репрезентација Италије   | 5  | 1 | 0 | 4 | 62  | 182 | -120 | 8  | 2 |  |
| 6 | Рагби репрезентација Шкотске   | 5  | 0 | 0 | 5 | 73  | 128 | -55  | 6  | 0 |  |

| Победник Купа шест нација 2015.       |
| ------------------------------------- |
| Рагби репрезентација Ирске 13. титула |

## Индивидуална стастика
Највише поена
- Џорџ Форд 75, Енглеска
- Ли Халфпени 60, Велс
- Џони Секстон 54, Ирска
- Грег Леидлов 41, Шкотска
- Камил Лопез 35, Француска

Највише есеја
- Џонатан Џозеф 4, Енглеска
- Џорџ Норт 3, Велс
- Џек Ноуел 3, Енглеска
- Рис Веб 3, Велс
- Бен Јангс 3, Енглеска